# Brian Setzer
Pour les articles homonymes, voir Setzer.
Vous pouvez aider à l'améliorer ou bien discuter des problèmes sur sa page de discussion.
- Il ne cite pas suffisamment ses sources. Vous pouvez indiquer les passages à sourcer avec {{référence nécessaire}} ou {{Référence souhaitée}}, et inclure les références utiles en les liant aux notes de bas de page. (Marqué depuis juin 2025)
- Son contenu est rédigé entièrement ou presque à partir d'une seule source. N'hésitez pas à modifier cet article pour améliorer sa vérifiabilité en apportant de nouvelles références dans des notes de bas de page. (Marqué depuis juin 2025)

- Archive Wikiwix
- Bing
- Cairn
- DuckDuckGo
- E. Universalis
- Gallica
- Google
- G. Books
- G. News
- G. Scholar
- Persée
- Qwant
- (zh) Baidu
- (ru) Yandex
- (wd) trouver des œuvres sur Wikidata

Brian Setzer (né le 10 avril 1959 à Massapequa à Long Island, New York, aux États-Unis) est un chanteur, guitariste et auteur-compositeur américain, connu notamment être le chanteur du groupe de rockabilly The Stray Cats.

## Biographie
À la fin des années 1970, avant la formation des Stray Cats ou encore de ses autres groupes de « chats » (c'est-à-dire Tomcats, Topcats, etc.), même s'il s'en défend aujourd'hui, Brian Setzer était connu comme The Rockabilly Rebel.
Après un court passage dans The Bloodless Pharaohs, un groupe de new wave, Setzer a atteint une popularité notable dans les années 1980 à la tête du groupe de rockabilly, les Stray Cats. Citons notamment l'album Stray Cats, comprenant les succès, Stray Cat Strut, Rumble in Brighton, et Rock This Town.
Le 26 novembre 1980, Brian Setzer se rend dans les studios de la BBC à Londres, en compagnie de ses partenaires de Stray Cats, Slim Jim Phantom et Lee Rocker pour enregistrer leur première apparition à la télévision dans le programme musical « Top Of The Pops ». Il y jouèrent leur premier « single », Runaway Boys, sorti au début du même mois, et classé en 9e position dans les « charts » britanniques.
Ils y reviendront le 5 février 1981, pour interpréter une version mise en scène de leur second « single », Rock This Town.
En 1984, il participe à l'enregistrement live du disque de Johnny Hallyday Spécial Enfants du rock à Nashville où les rockers chantent, avec Carl Perkins, la chanson Johnny B. Goode, tube de Chuck Berry, dans un trio franco-anglais (le premier couplet, chanté par Johnny Hallyday, est issu d'une chanson de son album Johnny, reviens ! Les Rocks les plus terribles au début des années 60). Les deux hommes resteront très amis et Seitzer participera amicalement à plusieurs concerts du «Taulier».
En 1987, Brian Setzer joue le rôle d'Eddie Cochran dans une séquence de concert dans le film La Bamba, qui raconte l'histoire de Ritchie Valens.
Dans les années 1990, Setzer a formé le Brian Setzer Orchestra, un orchestre à la tête duquel il a essayé de remettre au goût du jour la musique de big band. Il apparaît avec son orchestre dans l'épisode n°3 de la saison 5 de Une nounou d'enfer (The Nanny).
En octobre 2003, Brian Setzer forme avec Bernie Dresel et Johnny « Spazz » Hatton le Brian Setzer Trio et sort un premier album « Nitro Burnin Fanny Daddy ».
En juillet 2005, Brian Setzer publie «Rockabilly Riot Vol. 1 - A Tribute To Sun Records», un album d'hommage aux productions du label Sun, qu'il était certainement le musicien le plus à même aujourd'hui de réaliser, eu égard à son passé chez les Stray Cats ou encore à ce qu'il a fait depuis au cours de sa carrière solo. Brian Setzer revisite le catalogue de Sun avec brio et respect. Les interprétations qu'il donne sont enrichies par la signature « Setzer », mais jamais dénaturées.
Brian Setzer a redéfini le son du rockabilly. Il préfère principalement les guitares électriques Gretsch demi-caisse des années 1950, et fait amplement usage du vibrato Bigsby.
Après la grande période « rockabilly » des années 1980, Brian Setzer est conscient que cette musique a perdu son aura auprès du grand public, qu'elle n'est plus à la mode : « Je ne pense pas qu'elle soit morte, je pense juste qu'elle est devenue drôle. Le Rockabilly n'a plus d'avenir commercial maintenant ; c'est réellement une musique underground, et c'est la place que la plupart des gens lui donnent » (Interview publiée sur son site internet, 24 octobre 2004). Il n'en poursuit pas moins sa route, fidèle à lui-même. En juin 2013, il participe au concert de Johnny Hallyday donné au Théâtre de Paris (l'accompagnant à la guitare et chantant avec lui sur plusieurs titres - voir l'album live Born Rocker Tour).

## Discographie

### Albums
- 1980 : (Bloodless Pharaohs)   Marty Thau presents 2 x 5 (Red Star records Red 100)
- 1981 : (Stray Cats)   Stray Cats
- 1981 : (Stray Cats)   Gonna Ball
- 1982 : (Stray Cats)   Built For Speed'
- 1983 : (Stray Cats)   Rant'n Rave w/Stray Cats
- 1984 : (Stray Cats)   Sixteen Candles' (musique de film)
- 1986 : (Brian Setzer)   The Knife Feels Like Justice
- 1986 : (Stray Cats)   Rock Therapy
- 1986 : (Brian Setzer)   Lonely cat (Live at Passaic NJ)
- 1987 : (Brian Setzer)   La Bamba (musique de film)
- 1988 : (Brian Setzer)   Live Nude Guitars
- 1989 : (Stray Cats)   Blast Off!
- 1990 : (Stray Cats)   Let's Go Faster
- 1992 : (Stray Cats)   Choo Choo Hot Fish
- 1993 : (Stray Cats)   Original Cool
- 1993 : (Brian Setzer)   Rockin' By Myself (album japonais en public avec son frère Gary Setzer à la guitare en hommage à leur père, Robert Setzer)
- 1994 : (Stray Cats)   Japanese Box Set
- 1994 : (The Brian Setzer Orchestra)   The Brian Setzer Orchestra
- 1994 : (Brian Setzer)   The Mask  (musique de film)
- 1995 ; (Brian Setzer)   Blue Suede Sneakers (compilation)
- 1996 : (Brian Setzer)   Mom 1   (compilation)
- 1996 : (The Brian Setzer Orchestra)   Guitar Slinger
- 1996 : (Brian Setzer)   Songs From The Aristocats  (musique de film)
- 1996 : (Brian Setzer)   Jingle All The Way  (musique de film)
- 1996 : (Brian Setzer)   Songs of West Side Story (compilation collective en hommage à Leonard Bernstein)
- 1997 : (Brian Setzer) Mom 2 (compilation)
- 1998 : (The Brian Setzer Orchestra) The Dirty Boogie
- 1999 : (Brian Setzer)   Three to Tango  (musique de film)
- 1999 : (Brian Setzer)   Stuart Little  (musique de film)
- 1999 : (Brian Setzer)   Mom 3   (compilation)
- 1999 : Collection 81-88
- 2000 : (Brian Setzer)   Me, Myself and Irene  (musique de film)
- 2000 : (The Brian Setzer Orchestra) Vavoom!
- 2001 : (Brian Setzer)   68 Comeback Special Ignition
- 2001 : (Brian Setzer)   Disney's House of Mouse (musique pour une émission de télévision)
- 2002 : (The Brian Setzer Orchestra)   Boogie Woogie Christmas
- 2002 : (Brian Setzer) The Country Bears (musique de film)
- 2003 : (Brian Setzer Trio) Nitro Burnin Funny Daddy
- 2004 : (Stray Cats) Rumble In Brixton (enregistrement public)
- 2004 : (Stray Cats) Live from Europe (enregistrement public au cours de quinze concerts différents)
- 2004 : (The Brian Setzer Orchestra) Boogie Woogie Christmas
- 2004 : (The Brian Setzer Orchestra) The Ultimate Collection (enregistrement public)
- 2005 : (Brian Setzer) Rockabilly Riot Vol. 1 - A Tribute to Sun Records
- 2006 : (Brian Setzer) 13
- 2007 : (Brian Setzer and the Nashvillains) Red hot'n'live
- 2007 : (The Brian Setzer orchestra) Wolfgang's Big night out
- 2008 : (The Brian Setzer Orchestra) Christmas Rocks!!!
- 2009 : (The Brian Setzer Orchestra) Songs From Lonely Avenue
- 2010 : (The Brian Setzer Orchestra) Don't Mess With a Big Band
- 2011 : (Brian Setzer) Setzer Goes Instru-Mental!
- 2014 : (Brian Setzer) Rockabilly Riot! all original
- 2019 : (Stray Cats) 40
- 2021 : (Brian Setzer) Gotta Have the Rumble
- 2023 : (Brian Setzer) The Devil Always Collects